# Sacri Monti du Piémont et de Lombardie
Les Sacri Monti du Piémont et de Lombardie sont des lieux religieux destinés à la foi chrétienne, des groupes de chapelles dispersés dans des environnements naturels du Piémont et de Lombardie érigés entre le XVIe  et le  XVIIe siècle et comportant des expressions artistiques pieuses (architecture, sculptures, peintures).
L'UNESCO les a inscrits au patrimoine mondial de l'humanité en 2003.

## Histoire
Les monts sacrés du Piémont et de Lombardie sont apparus au tournant des XVe et XVIe siècles, dans l'idée de créer en Europe des lieux de prière en alternative aux lieux saints de Jérusalem et de Palestine, de plus en plus difficiles d'accès pour les pèlerins du fait de la rapide expansion de la culture musulmane. Les Frères mineurs, gardiens du Saint-Sépulcre sélectionnèrent trois sites – Varallo en Valsesia, appartenant au duché de Milan, Montaione en Toscane, et Braga dans le nord du Portugal - pour y construire de « nouvelles Jérusalem », d'une conception et d'une topographie similaires à celles de l'original.
Après quelques années, particulièrement après le concile de Trente de 1545, ce modèle, et notamment celui de Varallo, construit aux alentours de 1480, fut utilisé pour d'autres raisons, tout particulièrement dans les diocèses sous la juridiction de la curie de Milan. Il s'agissait cette fois de combattre l'influence de la Réforme protestante en favorisant la création d'autres monts sacrés comme expressions concrètes de leur enseignement religieux. Ceux-ci étaient dédiés non seulement au Christ mais aussi au culte de la Vierge Marie, des saints, de la Trinité et du Rosaire.
Ce projet idéal, respectueux de normes spécifiques en termes de typologie et de styles architecturaux, fut fortement appuyé par Charles Borromée, évêque de Milan. Conformément aux idées nées du concile de Trente, il acheva le mont sacré de Varallo avant de lancer le travail sur les autres. Cette phase se poursuivit tout au long du XVIIe siècle, jusqu'au milieu du XVIIIe siècle. À Varallo succédèrent les monts sacrés de Crea, Orta, Varèse, Oropa, Ossuccio, Ghiffa, Domodossola et Valperga. S'ils suivaient au départ certaines règles élémentaires, ils développèrent au fil de leur construction des aspects artistiques et architecturaux propres.
D'autres monts sacrés furent conçus et construits tout au long du XVIIIe siècle, mais beaucoup d'entre eux n'étaient rien d'autre que des exemples de styles différents, manquant de motivation religieuse, d'authenticité de la composition selon les normes strictes et des magnifiques éléments architecturaux et artistiques qui avaient marqué la première phase des XVIe et XVIIe siècles.

## Description
- Mont sacré de Varallo
- Mont Sacré de Crea
- Mont Sacré d'Orta
- Mont Sacré de Varèse
- Mont Sacré d'Oropa
- Mont Sacré d'Ossuccio
- Mont Sacré de Ghiffa
- Mont Sacré de Domodossola
- Mont Sacré de Belmonte

| Fondation | Nom                                          | Localité           | Province             | Région    | Coordonnées                     |
| --------- | -------------------------------------------- | ------------------ | -------------------- | --------- | ------------------------------- |
| 1491      | Sacro Monte o Nuova Gerusalemme              | Varallo Sesia      | Vercelli             | Piémont   | 45° 49′ 07″ N, 8° 15′ 17″ E     |
| 1589      | Sacro Monte di Santa Maria Assunta           | Serralunga di Crea | Alessandria          | Piémont   | 45° 05′ 41″ N, 8° 16′ 11″ E     |
| 1590      | Sacro Monte di San Francesco                 | Orta San Giulio    | Novara               | Piémont   | 45° 47′ 52″ N, 8° 24′ 40″ E     |
| 1604      | Sacro Monte del Rosario                      | Varèse             | Varèse               | Lombardie | 45° 51′ 37,3″ N, 8° 47′ 35,6″ E |
| 1617      | Sacro Monte della Beata Vergine              | Oropa              | Bielle               | Piémont   | 45° 37′ 43″ N, 7° 58′ 41″ E     |
| 1635      | Sacro Monte della Beata Vergine del Soccorso | Ossuccio           | Côme                 | Lombardie | 45° 58′ 28,4″ N, 9° 10′ 10,4″ E |
| 1646      | Sacro Monte della Santa Trinità              | Ghiffa             | Verbano-Cusio-Ossola | Piémont   | 45° 57′ 49″ N, 8° 36′ 54″ E     |
| 1657      | Sacro Monte Calvario                         | Domodossola        | Verbano-Cusio-Ossola | Piémont   | 46° 06′ 20″ N, 8° 17′ 13″ E     |
| 1712      | Sacro Monte di Belmonte                      | Valperga, Cuorgnè  | Turin                | Piémont   | 45° 22′ 00″ N, 7° 37′ 53″ E     |

### Le mont sacré ou «nouvelle Jérusalem» deVarallo
Les travaux commencèrent dans la dernière décennie du XVe siècle, pour reconstruire le paysage de la Terre sainte sur un col rocheux surplombant la petite ville de Varallo. Plusieurs chapelles, contenant des statues grandeur nature ou presque et des fresques illustrant divers sites bibliques, furent érigées. Le thème évolua à la fin du XVIe siècle, sous l'influence de la Contre-Réforme, vers la Vie et la Passion du Christ. Beaucoup d'artistes et de sculpteurs majeurs contribuèrent aux travaux. Actuellement, le tracé comprend les premières recréations de Nazareth et de Bethléem dans un paysage boisé, un jardin paysager et 45 chapelles bordant le chemin principal. Le sommet de la colline est dédié à une évocation de la ville de Jérusalem.

### Le mont sacré de Notre-Dame-de-l'Assomption,Serralunga di CreaetPonzano
Les origines du Mont Sacré de Crea remontent à 1589, époque à laquelle un projet de construction de 25 chapelles illustrant les Mystères du Rosaire sur l'un des plus hauts cols de la région du Monferrato vit le jour. Mais il évolua au fil du temps, et englobe actuellement 23 chapelles et cinq ermitages. Le complexe comprend égaiement les édifices du sanctuaire de l'Assomption de la Vierge, de style originellement roman, mais qui subit diverses modifications aux XVe, XVIIe, XIXe et XXe siècles. Les chapelles abritent une statuaire en terre cuite polychrome et des peintures datant de la première période. Elles furent complétées par d'autres (en plâtre) pendant la campagne de restauration conduite au XIXe siècle. Les bois où sont situées les chapelles abritent beaucoup de spécimens floraux rares.

### Le mont sacré de saint François,Orta San Giulio
Ce complexe, le seul dédié à saint François d'Assise, fut édifié en trois phases. La première, marquée par le maniérisme, commença en 1590 sur ordre de la communauté locale pour se poursuivre jusqu'en 1630 environ. La seconde, où le style baroque prédomine, se poursuivit jusqu'à la fin du XVIIe siècle, avec une forme de baroque plus libre associée à d'autres influences sur la troisième période, jusqu'à la fin du XVIIIe siècle.
Le complexe consiste en 21 chapelles, l'ancien Hospice Saint-François, une porte monumentale et une fontaine. Ce mont sacré est unique en ce qu'aucun changement n'a été apporté à sa disposition depuis le XVIe siècle. Le jardin est d'une qualité exceptionnelle, avec une magnifique vue sur le lac d'Orta.

### Le mont sacré du Rosaire,Varèse
À l'origine du Sacro Monte de Varèse, se trouve le sanctuaire de Santa Maria del Monte, lieu de pèlerinage  dès  le Moyen Âge. Le mont sacré  fut édifié après le concile de Trente. Les travaux commencèrent en 1604, le long d'une voie pavée de 2 km représentant les Mystères du Rosaire, devenus de plus en plus populaires à partir de la bataille de Lépante (1571). Grâce à de somptueuses donations, la construction fut beaucoup plus rapide que celle des autres monts sacrés, et treize des chapelles étaient achevées en 1623. En 1698, elle était terminée, sous sa forme actuelle, avec 15 chapelles, dont la dernière fut érigée dans le sanctuaire de 1474 au sommet. Comme dans le Rosaire lui-même, elles sont divisées en trois groupes de cinq (les mystères joyeux, les mystères douloureux et les mystères glorieux). L'architecture des chapelles, des puits et des fontaines est variée, ainsi que leur ornementation, statues et fresques.

### Le mont sacré de la Sainte Vierge,Oropa
L'un des plus anciens sanctuaires dédiés à la Vierge Marie, qui attirait nombre de pèlerins dévots, est le sanctuaire d'Oropa, à proximité de Bielle. Quoique les travaux aient commencé sur ce mont sacré comme annexe au sanctuaire en 1617, ils ne s'achevèrent fin qu'à la fin du XVIIe siècle. L'idée était à l'origine de décrire la vie de la Vierge Marie dans vingt chapelles, avec cinq autres consacrées à d'autres éléments du Nouveau Testament. Le projet bénéficia du parrainage du duc de Savoie, sur le territoire duquel il se situait.
Le site, le plus élevé du groupe puisqu'il culmine à plus de 2 300 mètres, est une colline couverte de hêtres et entourée de pics alpins. Il y a aujourd'hui 27 chapelles, dont douze dépeignant la vie de la Vierge Marie et les autres des sujets religieux divers. Leurs styles architecturaux sont typiques de la période baroque au cours de laquelle elles ont été construites, à l'instar des statues et des peintures ajoutées pour les embellir.

### Le mont sacré de Notre-Dame-de-Bon-Secours,Ossuccio
Ce groupe se situe sur la rive occidentale du lac de Côme, à 25 km au nord de la ville du même nom, à flanc de montagne; il culmine à 400 m au-dessus du niveau de la mer, face à l'île Comacina. Entouré de champs, d'oliveraies et de bois, il est complètement isolé des autres bâtiments. Les quatorze chapelles, toutes édifiées entre 1635 et 1710, sont de style baroque. La végétation s'intègre parfaitement à leur disposition et ajoute à leur attrait. Elles imitent dans une grande mesure l'ensemble de Varèse. Elles conduisent au sanctuaire bâti en 1537, au sommet, et complètent symboliquement la chaîne du Rosaire.

### Le mont sacré de la sainte Trinité,Ghiffa
Entre la fin du XVIe et le milieu du XVIIe siècle, un plan d'édification d'un mont sacré autour de l'ancien sanctuaire de la sainte Trinité, sur cette montagne aux bois denses, fut mis en place. Cependant, pendant la première phase, seules trois chapelles furent érigées. D'où une hausse notable du nombre de pèlerins se rendant en visite au sanctuaire : un vaste effort d'expansion fut donc fait entre 1646 et 1649. Dans son état actuel, le mont sacré compte six chapelles consacrées à différents thèmes bibliques et également trois chapelles plus petites ou oratoires.

### Mont sacré et Calvaire,Domodossola
En 1656, deux frères capucins choisirent le col de Mattarella, en surplomb de Domodossola, pour devenir le site d'un mont sacré et d'un calvaire. De là est née une série de douze chapelles, avec statues et fresques représentant les stations de la croix et trois chapelles pour la Descente de croix, le Saint-Sépulcre et la Résurrection. Au col se trouve le sanctuaire octogonal de la Sainte Croix, dont la construction commença en 1657.

### Le mont sacré de Belmonte,Valperga Canavese
La colline de granit rouge de Belmonte est à l'écart des crêtes de la chaîne du Piémont. Le moine Michelangelo da Montiglio eut, au début du XVIIIe siècle, l'idée d'un mont sacré à cet endroit. Ayant passé plusieurs années en Terre sainte, il souhaitait recréer les sites bibliques en Italie du nord, et dessina donc un circuit de chapelles symbolisant les principaux événements de la Passion aboutissant au minuscule sanctuaire, qui était depuis longtemps un lieu de pèlerinage. Les chapelles, au nombre de treize, sont de plan quasiment identique : elles furent financées et dans une grande mesure bâties par les autochtones. Elles étaient à l'origine décorées de peintures de sujets sacrés, œuvres d'artisans locaux : ce n'est qu'un siècle plus tard qu'elles furent embellies par l'ajout de statues de céramique de Castellamonte. Le chemin d'accès fut élargi à la fin du XIXe siècle, pour parvenir à accueillir le nombre croissant de pèlerins.